# Codex Manesse

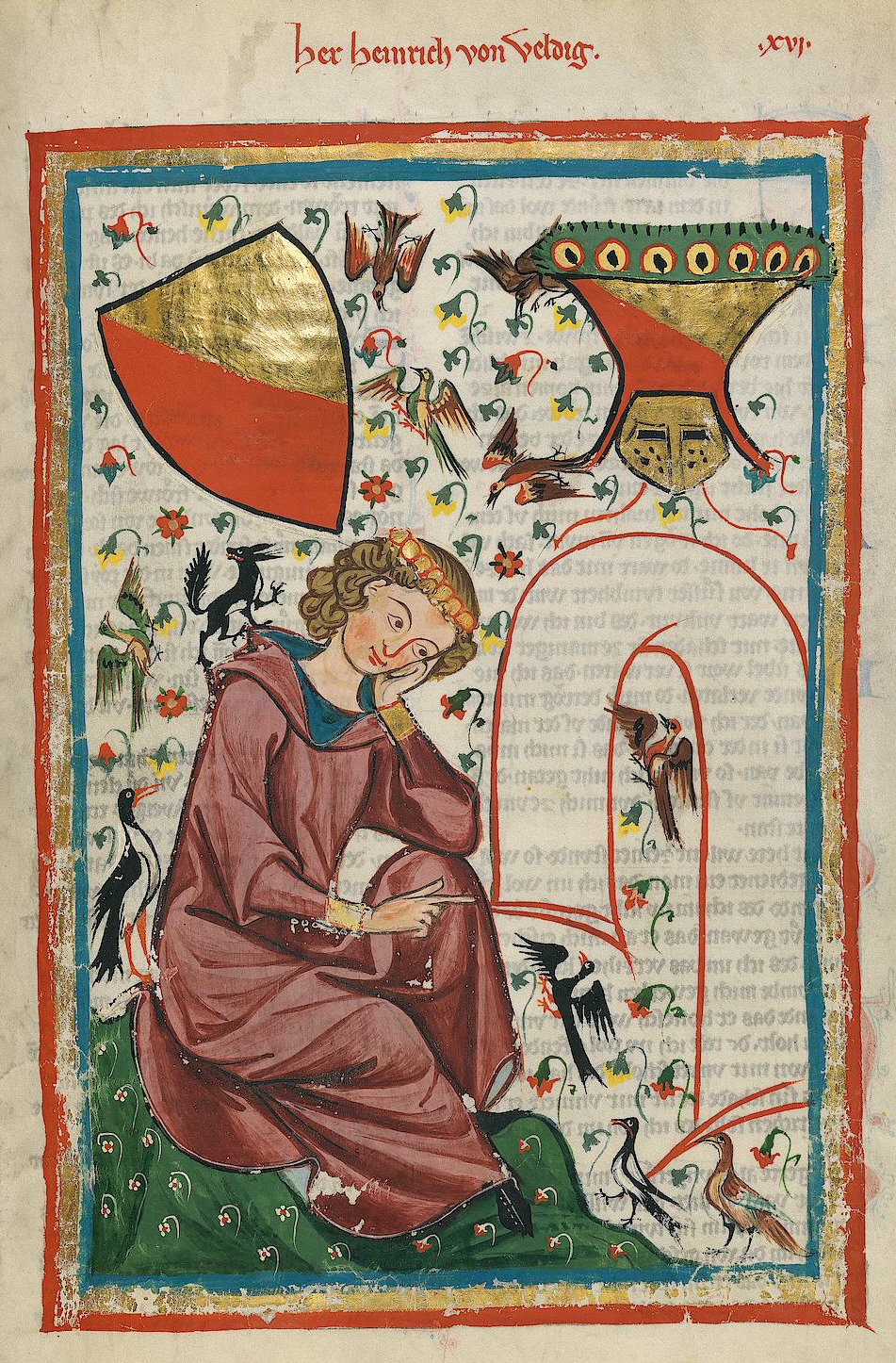
Codex Manesse, f30r, Hendrik van Veldeke

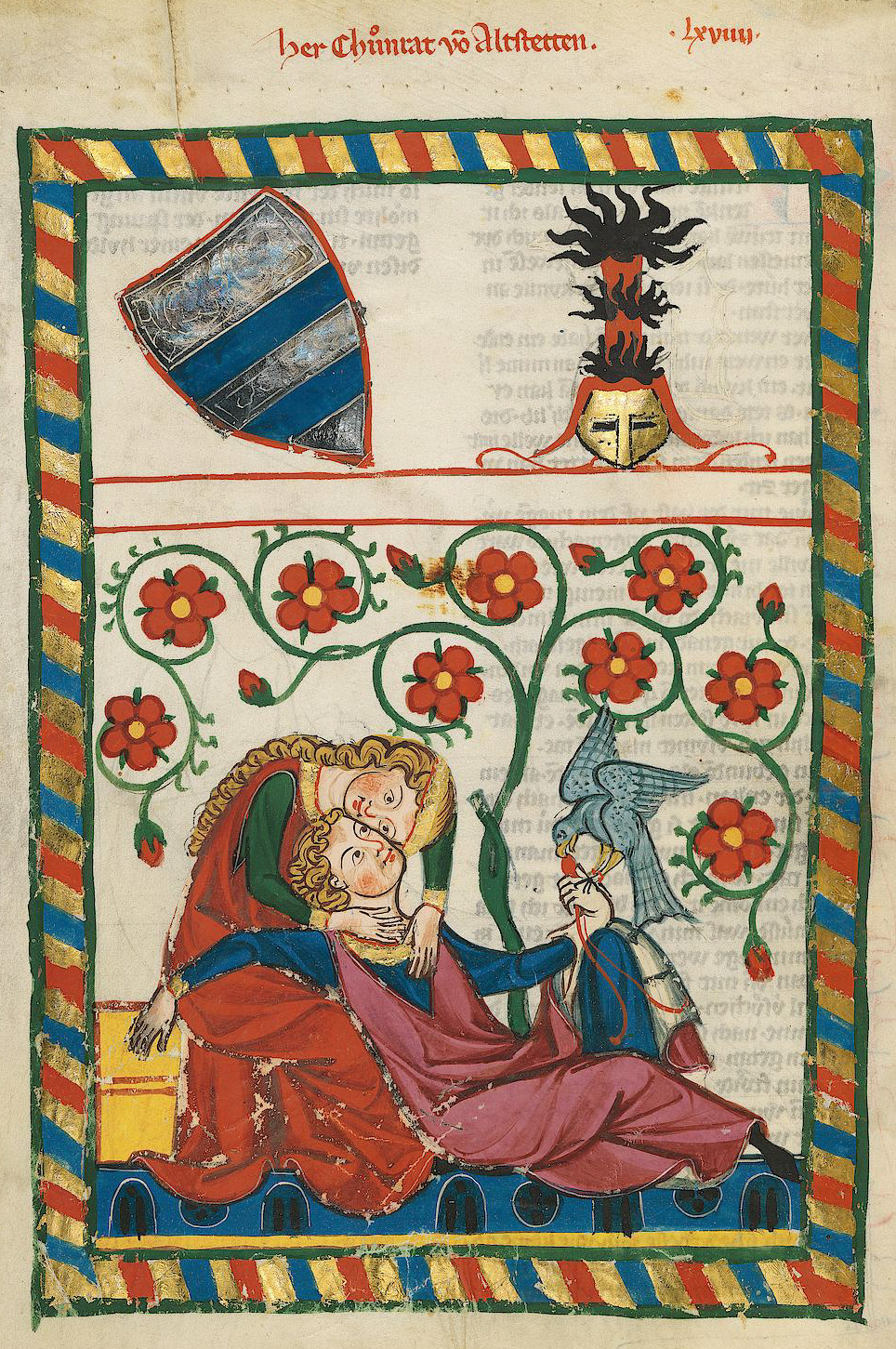
Codex Manesse, fol 249v: Herr Konrad von Altstetten

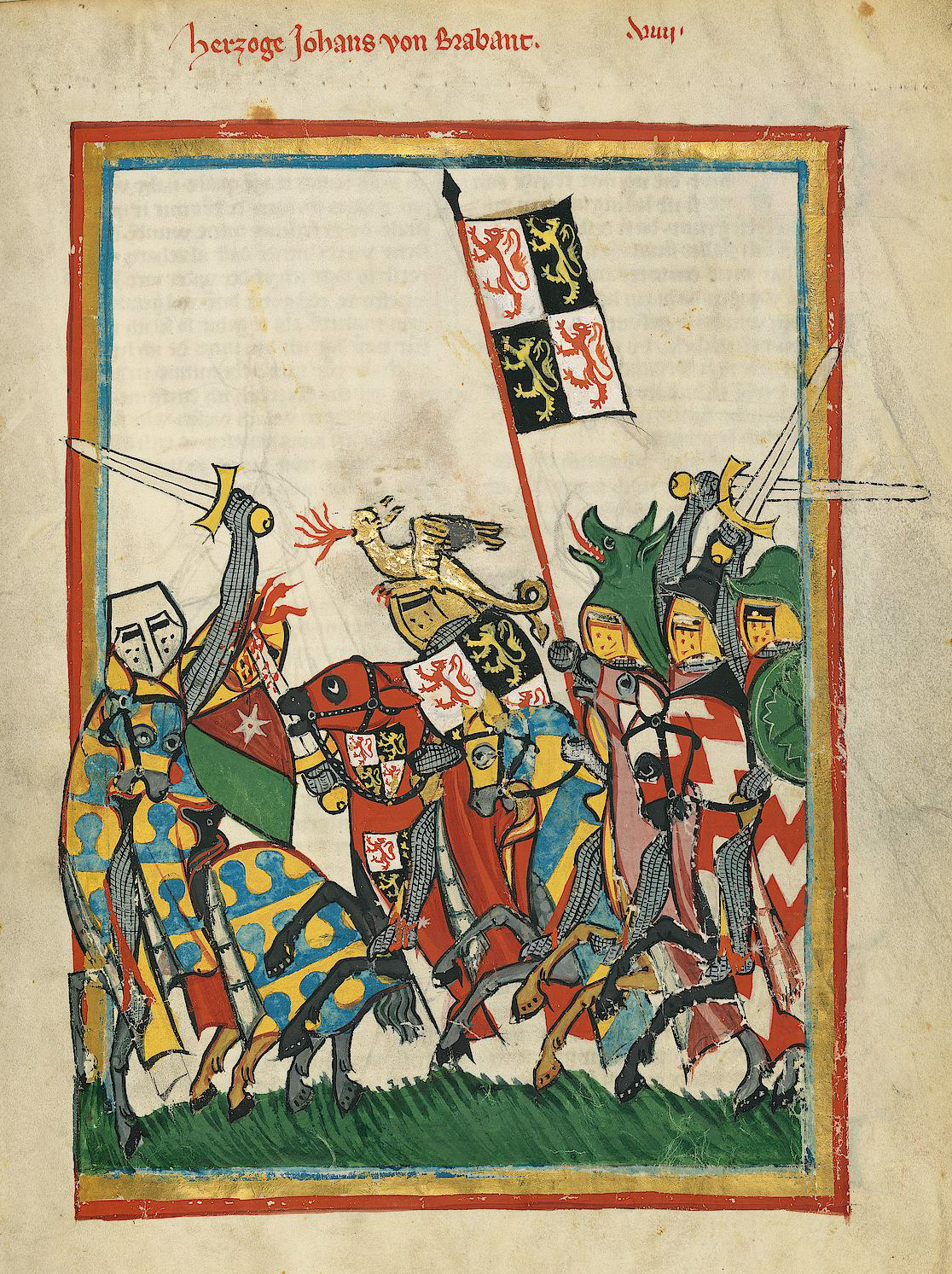
Codex Manesse, f18r, Hertog Jan I van Brabant

De Codex Manesse of het Große Heidelberger Liederhandschrift is een geïllumineerd verzamelhandschrift uit ca. 1300, waaraan tot 1340 addenda zijn toegevoegd. De Codex Manesse is voor de Duitse handschriftverluchting wat de Très Riches Heures du duc de Berry in de Franse traditie is: een van de bekendste, zo niet het meest fameuze werk dat in het Duitse taalgebied werd gemaakt. De codex is echter niet alleen belangrijk voor zijn verluchting, maar nog meer omdat hij ons een bloemlezing heeft nagelaten uit twee eeuwen Duitse literatuur. Het boek bevat 6000 strofen van 140 auteurs uit de periode van 1170 tot 1330.

## Ontstaan
In het handschrift vinden we op folium 372r een “Lobpreis der Manessen” van de Zürichse dichter Johannes Hadlaub, waarin de dichter de verzameling van gedichten prijst die aangelegd was door Rüdiger Manesse (1252-1304) en zijn zoon Johannes. Het is niet zeker, maar zeer waarschijnlijk waren de Manesses de opdrachtgevers voor de codex en diende hun verzameling van liederbuochen als basis. Mogelijk heeft Hadlaub zelf aan het basiswerk van de codex meegewerkt.

## Beschrijving
Het handschrift bestaat uit 426 folia uit perkament en meet 355 x 250 mm. Het is geschreven in het Middelhoogduits. Het bevat 137 volbladminiaturen en één pen-en-inkttekening. Het boek is geschreven in een littera textualis. Er hebben meer dan 10 scribenten aan gewerkt. Bij de verluchting van het handschrift zijn minstens vier miniaturisten betrokken geweest. Het leeuwendeel is evenwel afkomstig van de zogenaamde foundation master, die de 110 miniaturen van het basisgedeelte voor zijn rekening nam. Hij is makkelijk te herkennen aan de rood-goud-blauwgestreepte randen van zijn miniaturen. De stijl is late gotiek, met elegante, bevallige figuren.
De codex zoals we hem nu kennen is het resultaat van een vrij complexe ontstaansgeschiedenis, het resultaat van een nooit beëindigde verzameling van teksten. Noch de tekst, noch de miniaturen werden in één campagne geschreven en geschilderd, de huidige volgorde kwam tot stand door talrijke toevoegingen en herschikkingen. Het boek bevat nog altijd 140 lege bladzijden, her en der verspreid, om latere toevoegingen mogelijk te maken, en vele pagina’s zijn maar gedeeltelijk beschreven. Men kan in het boek het onderscheid maken tussen het basisgedeelte, dat ongeveer 110 auteurs bevat en in het begin van de 14e eeuw werd gemaakt, en meerdere latere toevoegingen, tot in het midden van de 14e eeuw, waar nog 30 auteurs werden toegevoegd.
Het boek bevat geen notities of aanwijzingen over de melodie van de liederen die het bevat, ook al wordt het Liederhandschrift genoemd.

## Inhoud
Het verzamelhandschrift is de belangrijkste bron voor onze kennis van de Middelhoogduitse liefdeslyriek en bevat teksten van 140 zogenaamde Minnesänger, onder wie een aantal bekende vorsten. De auteur van wie het meeste werk is opgenomen, is Walther von der Vogelweide. De opgenomen dichters zijn gerangschikt volgens hun status in de middeleeuwse maatschappij. De verzameling opent met gedichten van keizer Hendrik VI van het Heilige Roomse Rijk. Dan volgen koningen, hertogen, markgraven, graven, baronnen, hofdignitarissen en ten slotte het gewone volk.
Het rijk geïllustreerde manuscript telt 138 miniaturen. De miniaturen zijn een soort geïdealiseerde portretten die de tekst van de dichter voorafgaan. Naast een voorstelling van de minnezanger of troubadour bevat de miniatuur ook bijna altijd het wapenschild van de afgebeelde personen, wat hen voor de tijdgenoten makkelijk herkenbaar moet hebben gemaakt. Dit is een bijzondere verwezenlijking als men bedenkt dat dit genre afbeelding (het portret) op het moment van het ontstaan van het handschrift totaal nieuw was. Ook in Frankrijk, het in die tijd leidende centrum voor verluchting, was het onbekend. Uiteraard waren de portretten nog niet gelijkend: het zal nog bijna 100 jaar duren voor het eerste min of meer realistische portret van Karel V van Frankrijk gemaakt zal worden door Jan Boudolf of Jean de Bruges in de historiebijbel van Jean de Vaudetar. Maar we vinden in het handschrift niet alleen portretten terug: in de miniaturen vindt men afbeeldingen van alles wat met het leven aan het hof te maken had. Het boek bevat jachttaferelen, prenten over toernooien, gevechten, dansen en musiceren, eten en drinken, spelevaren, zelfs baden, en uiteraard mogen de minnetaferelen niet ontbreken.
Ook middeleeuwse landgenoten ontbreken niet: we vinden in het handschrift portretten terug van hertog Jan I van Brabant, vermoedelijke auteur van het minnelied waarvan elke strofe eindigt met de uitroep "Harba lori fa", en van Hendrik van Veldeke (Heinrich von Veldig), die aan het begin staat van de Middelnederlandse en Middelhoogduitse poëzie.
Dit handschrift doet, meer dan welk ander, denken aan wat paus Gregorius de Grote (540-604) schreef aan Serenus, bisschop van Marseille, waarin hij zegt: “Het woord richt zich tot de geletterden, terwijl het beeld vooral voor de idiotae is bestemd”. Men heeft hier inderdaad een voorbeeld van een handschrift waarvan men moeilijk kan zeggen wat het bijzonderste is, de tekst of de verluchting.
Men kan de volledige inhoud van het handschrift - inhoudslijst, miniaturen én tekst - raadplegen op de digitale versie die ter beschikking wordt gesteld door de universiteit van Heidelberg.

## Lotgevallen van het handschrift
Over de eerste eeuwen na zijn ontstaan is weinig geweten, maar omstreeks 1575/1580 moet de codex in het bezit van een Vlaamse verzamelaar geweest zijn. Die laat de wapenschilden en de helmversieringen kopiëren.
Daarna is het boek terug te vinden in de nalatenschap van Johann Philipp von Hohensax die stierf in 1596. Johan von Hohensax had tussen 1577 en 1588 ambten bekleed in de Nederlanden onder Jan VI van Nassau-Dillenburg, en heeft het boek misschien van daar meegebracht. Een andere mogelijkheid is, dat hij het boek had uitgeleend aan het hof van de paltsgraaf van Heidelberg, en het vervolgens meenam naar Zwitserland. Het is alleszins zo dat de paltsgraaf Frederik IV en de Heidelbergse geleerde Marquard Freher, na de dood van Hohensax, niets onverlet gelaten hebben om het handschrift (terug) naar Heidelberg te krijgen. In 1607 komt het boek in Heidelberg terecht in de Biblioteca Palatina.
In 1622, tijdens de Dertigjarige Oorlog werd het handschrift tijdig in veiligheid gebracht. Het overgrote deel van de bibliotheek werd toen namelijk als oorlogsbuit naar Rome gebracht. Het was waarschijnlijk Frederik V van de Palts die het boek, samen met andere kostbare familiebezittingen, meenam op zijn ballingschap naar Den Haag. Zijn weduwe, Elizabeth Stuart, verkocht het boek waarschijnlijk, want enkele jaren later is het terug te vinden in de bibliotheek van Jacques Dupuy, een Franse schrijver die bibliothecaris was van Lodewijk XIV. Bij zijn overlijden vermaakt Dupuy zijn bibliotheek aan de koning en komt het handschrift terecht in de Koninklijke Bibliotheek, die later zal opgaan in de Bibliothèque nationale de France in Parijs, waar het in 1815 door Jacob Grimm herontdekt werd.
In 1888 werd de codex aangekocht door de Duitse regering, die daarvoor een publieke geldinzameling organiseerde. De afkoopsom was 400.000 goudmarken, het equivalent van meer dan 140 kg goud. Naast die afkoopsom moesten ook nog 23 Karolingische handschriften uit het scriptorium van Tours worden teruggegeven, die in de jaren 1840 in Parijs waren gestolen. Het handschrift werd daarna door de Duitse keizer Frederik III aan de universiteitsbibliotheek van Heidelberg toegewezen, de rechtmatige opvolger van de Biblioteca Palatina, waar het nu bewaard wordt onder de signatuur Cod. Pal. germ. - Codex Palatinus Germanicus - 848.